# اندری کوپتسوف
اندری کوپتسوف (اوکراینی: Андрій Сергійович Купцов؛ زادهٔ ۲۳ ژانویهٔ ۱۹۷۱) بازیکن فوتبال اهل اتحاد جماهیر شوروی سوسیالیستی است.
از باشگاه‌هایی که در آن بازی کرده‌است می‌توان به باشگاه فوتبال کریفباس کریفیی ریه، باشگاه فوتبال تورپیدو زاپروژیا، باشگاه فوتبال متالورگ دونتسک، باشگاه فوتبال شاختار دونتسک، و باشگاه فوتبال کارپاتی لویو اشاره کرد.